# Staurodiscus multicanalis
Staurodiscus multicanalis is een hydroïdpoliep uit de familie Laodiceidae. De poliep komt uit het geslacht Staurodiscus. Staurodiscus multicanalis werd in 2007 voor het eerst wetenschappelijk beschreven door Xu, Huang & Guo. 